# Stratiomys longicornis
Stratiomys longicornis – gatunek muchówki z rodziny lwinkowatych.
Gatunek ten opisany został w 1763 roku przez Giovanniego Antonio Scopoliego jako Hirtea longicornis.
Muchówka o ciele długości od 12 do 14 mm. Czułki ma czarne. Oczy cechuje brunatnoczarne owłosienie. U samca twarz jest czarna, zaś u samicy ma żółte plamy po bokach. Tarczka jest ubarwiona czarno z żółtą tylną krawędzią i żółtymi kolcami. Wierzch odwłoka jest błyszcząco czarny, pozbawiony plam czy przepasek. Spód odwłoka ma natomiast żółtą plamę nasadową oraz żółte tylne krawędzie sternitów.
Larwy zasiedlają wody słodkie jak i słonawe.
Owad palearktyczny, znany z prawie wszystkich krajów Europy, w Polsce pospolity. Na wschód sięga przez Kaukaz, Iran i Chiny po Japonię.